# Джеймисон, Роберт (шахматист)
Роберт Марри Джеймисон (англ. Robert Murray Jamieson; род. 7 июля 1952, Мельбурн) — австралийский шахматист, международный мастер (1975).

## Биография
Чемпион Австралии 1973 / 74 и 1977 / 78 гг. (в 1978 г. — после дополнительного соревнования). Победитель открытого чемпионата Австралии 1981 г.
В составе сборной Австралии участник пяти шахматных олимпиад (1974—1982 гг.). На олимпиаде 1982 г. завоевал индивидуальную бронзовую медаль на 2-й доске.
Победитель турниров «Doeberl Cup" 1976 и 1978 гг.
Бронзовый призер зонального турнира 1975 г. (получил звание международного мастера).
В 1980—1990-х гг. занимал руководящие должности в Австралийской шахматной федерации, в том числе некоторое время был президентом организации. В 1999 г. получил статус пожизненного члена федерации.
Известен как тренер. Сотрудничал с организацией Chess Kids, читал лекции на шахматные темы в Мельбурнском шахматном клубе, публиковал статьи в журнале "Australian Chess".